# Культурний націоналізм

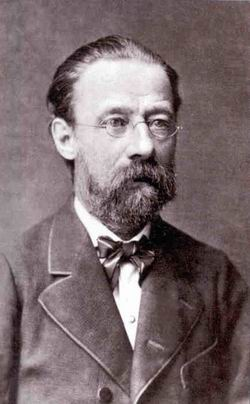
Сметана Бедржих — чеський композитор. З ним пов'язано національне відродження Чехії, в тому числі проникнення мотивів націоналізму в музику.

Культурний націоналізм — форма націоналізму, в якому нація визначається за загальною культурою. Це проміжне положення між етнічним націоналізмом, з одного боку і ліберальним націоналізмом, з іншого. Культурний націоналізм робить акцент на національній ідентичності, що формується культурною традицією і мовою, але не на концепції загального походження або раси.
Загалом «культурний націоналізм» не прагне проявити себе в незалежних рухах, це поміркована позиція в більш широкому спектрі націоналістичної ідеології. Таким чином, наприклад, фламандський націоналізм і хіндутва можуть бути «культурним націоналізмом», хоча ці ж рухи також включають форми етнічного націоналізму і національної містики.
Існує і більш спрощена форма поняття культурний націоналізм. Це протидія негативним тенденціям вторгнення чужорідної культури з боку нації — наприклад, музичний націоналізм.